# Parnell (filme)
Parnell é um filme biográfico de 1937 produzido por Metro-Goldwyn-Mayer, estrelado por Clark Gable como Charles Stewart Parnell, o famoso político irlandês. Foi o filme de menor sucesso de Gable e geralmente é considerado o pior, e está listado na obra Os cinquenta piores filmes de todos os tempos. O filme aborda o escândalo sexual que destruiu a carreira política de Parnell, mas seu tratamento do assunto é altamente higienizado (e ficcionalizado), de acordo com as restrições de conteúdo de Hollywood na época. 

## Enredo
A vida do político irlandês e ativista do governo local, Charles Stewart Parnell. 

## Elenco
Elenco creditado
- Clark Gable como Charles Stewart Parnell
- Myrna Loy como Katie O'Shea
- Edna May Oliver como tia Ben Wood
- Edmund Gwenn como Campbell
- Alan Marshal como Capitão William O'Shea
- Donald Crisp como Davitt
- Billie Burke como Clara Wood
- Berton Churchill como The O'Gorman Mahon
- Donald Meek como Murphy
- Montagu Love como Gladstone
- Byron Russell como Healy
- Brandon Tynan como Redmond
- Neil Fitzgerald como Pigott / Dr. Gillespie
- George Zucco como Sir Charles Russell

Elenco não creditado
- Halliwell Hobbes como WH Smith
- Robert Homans como policial irlandês em Nova York
- Olaf Hytten como membro da Câmara dos Comuns
- Frank Mayo como juiz
- Frank McGlynn Sr. como Pat Hogan
- Lee Strasberg como Pat
- Pat Somerset como Frank Lockwood

## Produção
Parnell foi originalmente escolhido para estrelar Gable e sua frequente co-estrela Joan Crawford. Myrna Loy, enquanto isso, estrelaria The Last of Mrs. Cheyney (1937). Metro-Goldwyn-Mayer inverteu as atribuições, pois Crawford não queria fazer outro filme de figurino depois de The Gorgeous Hussy, de 1936. Ela também não se deu bem com o diretor John M. Stahl. Outra questão foi quanto alterar a aparência de Gable para se adequar ao período em que o filme ocorreu. Os fãs recusaram a ideia de Gable de barba, como o verdadeiro Parnell tinha feito, e Gable, cujo limite de pelos faciais era o bigode, concordou com eles. Ele acabou adicionando apenas um par de costeletas em vez de barba. 
Quando as filmagens começaram, Gable se sentiu muito desconfortável com seu papel, incapaz ou não de retratar a natureza sensível necessária para capturar o personagem. Loy mais tarde lembrou: "Eu aprendi sobre outro lado dele naquela época. Ele era um homem que amava poesia e boa literatura, lia e sabia. Ele lia poesia para mim algumas vezes durante os intervalos, mas não queria que ninguém soubesse. "Uma das muitas preocupações que Gable tinha sobre essa produção era a atuação que seria necessária para ele representar uma cena de morte crível. Durante as filmagens da cena da morte, Stahl criou um clima de humor para ajudar os atores a entrarem no personagem. Gable odiava a música e reclamava com Carole Lombard. No dia seguinte, quando Stahl pediu que a música fosse ativada, uma versão jazzística de "I'll Be Glad When You're Dead, You Rascal You" (Ficarei feliz quando você estiver morto, seu patife), flutuou pelo estúdio.

## Recepção
Segundo os registros da MGM, Parnell teve bilheteria de US$ 992.000 nos EUA e Canadá e US$ 584.000 em outros países, resultando em uma perda de US $ 637.000.  
Foi rotulado como o pior filme nas longas e bem-sucedidas carreiras de Gable e Loy, que disse sobre o filme mais tarde: "Os fãs descontentes escreveram ao estúdio aos milhares - eles fizeram isso naqueles dias. Alguns críticos reclamaram que jogamos contra o tipo. Nós éramos atores, pelo amor de Deus. Não podíamos ser Blackie Norton e Nora Charles o tempo todo".
Seguindo Parnell, Gable prometeu nunca mais fazer um drama de fantasia ou filme biográfico. Seu fracasso deixou Gable com medo de fazer Gone with the Wind, mas ele foi persuadido de outra maneira e finalmente conseguiu seu maior sucesso com seu papel como Rhett Butler. 